# یفرموف (شهر)
شهر یفرموف (به روسی: Ефремов) در کشور روسیه و در اوبلاست تولا واقع شده‌است.